# Прудников, Сергей Александрович
Серге́й Алекса́ндрович Пру́дников (1 июля 1985, Орёл, Орловская область) — российский бобслеист, разгоняющий, выступающий за сборную России с 2007 года. Участник зимних Олимпийских игр 2010 года в Ванкувере, чемпион мира среди юниоров, призёр этапов Кубка мира и Европы, мастер спорта международного класса.

## Биография
Сергей Прудников родился 1 июля 1985 года в Орле, Орловская область. В 2006 году решил попробовать себя в бобслее и в качестве разгоняющего присоединился к национальной сборной России. В 2008 году в составе экипажа Александра Касьянова взял бронзу на юношеском мировом первенстве в австрийском Игльсе.
В 2009 году вместе с пилотом Дмитрием Абрамовичем одержал победу на молодёжном чемпионате мира, завоевав золото как в двойках, так и в четвёрках. Кроме того, приехал вторым на этапе Кубка мира в Парк-Сити и занял пятое место на взрослом чемпионате мира, состоявшемся в американском Лейк-Плэсиде. Благодаря этим удачным выступлениям в 2010 году Прудников был вызван защищать честь страны на Олимпийских играх в Ванкувере, где в составе команды Абрамовича занял седьмую позицию в двойках и разделил с итальянцами девятое место в четвёрках.
В ноябре на Кубке Европы в Игльсе пополнил медальную коллекцию сразу двумя серебряными наградами, заняв вторые места и в двойках, и в четвёрках. В январе 2011 года вместе с молодым пилотом Сергеем Захаркиным взял золото на этапе Кубка Америки, прошедшем в Лейк-Плэсиде, тогда как на соревнованиях в Калгари добавил в послужной список бронзу. В феврале вновь приехал третьим на молодёжном чемпионате мира. Ныне Сергей Прудников соревнуется от экспериментальной школы высшего мастерства «Воробьёвы горы» под руководством тренера Ивана Болберкина.